# Bi sắt tại Đại hội Thể thao Đông Nam Á 2007

Giải bi sắt tại Đại hội Thể thao Đông Nam Á 2007 diễn ra từ ngày 10 đến ngày 13 tháng 12 năm 2007 với 9 nội dung thi đấu.

## Xếp hạng theo quốc gia
| Hạng | Đoàn        | Vàng | Bạc | Đồng | Tổng |
| ---- | ----------- | ---- | --- | ---- | ---- |
| 1    | Thái Lan    | 4    | 4   | 1    | 9    |
| 2    | Campuchia   | 2    | 3   | 2    | 7    |
| 3    | Lào         | 2    | 0   | 5    | 7    |
| 4    | Việt Nam    | 1    | 1   | 6    | 8    |
| 5    | Philippines | 0    | 1   | 0    | 1    |
| 6    | Malaysia    | 0    | 0   | 3    | 3    |
| 7    | Singapore   | 0    | 0   | 1    | 1    |
| Tổng | Tổng        | 9    | 9   | 18   | 36   |

## Bảng huy chương
| Nội dung     | Vàng                                                                         | Bạc                                                                          | Đồng                                                                                       | Đồng                                                                      |          |
| ------------ | ---------------------------------------------------------------------------- | ---------------------------------------------------------------------------- | ------------------------------------------------------------------------------------------ | ------------------------------------------------------------------------- | -------- |
| Cá nhân nam  | Chanmean Sok                                                                 | Phankin Phukram                                                              | Huỳnh Công Tâm                                                                             | Phonpaseut Sukhaphon                                                      | chi tiết |
| Đôi nam      | Campuchia Chimi Ok Sophorm Yim                                               | Việt Nam Võ Văn Bé Võ Văn Lâu                                                | Lào Bouadeng Vongvone Phonexay Douangmisy                                                  | Thái Lan Athaphon Kanthapharee Pharit Thongpriam                          | chi tiết |
| Ba nam       | Thái Lan Mongkol Boakeaw Suksan Piachan Supan Thongpoo Thaloengkiat Phusa-At | Campuchia Nora Tep Randyne So Ratana Chao Vanna Kim                          | Lào Saysamone Sengdao Soulasith Khamvongsa Vathanxay Khamphavong Vongphachanh Panyabandith | Việt Nam Lê Hồng Phước Phạm Thanh Phong Vũ Khang Duy Võ Tân Xuân          | chi tiết |
| Nam kỹ thuật | Vathanxay Khamphavong                                                        | Thaloengkiat Phusa-at                                                        | Lê Hồng Phước                                                                              | Saiful Bahri Musmin                                                       | chi tiết |
| Cá nhân nữ   | Phantipha Wongchuvej                                                         | Srey Mom Ouk                                                                 | Mimee Vongsavhas                                                                           | Rabiah Abd Rahman                                                         | chi tiết |
| Đôi nữ       | Thái Lan Kannika Limwanich Suphannee Wongsut                                 | Campuchia Leng Ke Sophorn Duch                                               | Malaysia Roslina Abdul Rashid Wan Sazimah Wan Yaacob                                       | Việt Nam Ngô Hồng Lê Trần Thị Phượng Em                                   | chi tiết |
| Ba nữ        | Thái Lan Janya Kerdtou Nattaya Yoothong Thongsri Thamakord Uraiwan Hiranwong | Philippines Gema Casem Meldred Habluetzel Mildred Vicente Violeta De La Cruz | Singapore Boon Huay Heo Bte Ismil Nur Izzati Heoi Bin Goh Ruo Ning Ong                     | Việt Nam Đỗ Thị Liên Nguyễn Thị Hiền Nguyễn Thị Trúc Mai Võ Thị Thuỳ Linh | chi tiết |
| Nữ kỹ thuật  | Chanchamone Vongsavhas                                                       | Thongsri Thamakord                                                           | Nguyễn Thị Hiền                                                                            | Piseth Em                                                                 | chi tiết |
| Đôi nam nữ   | Việt Nam Thạc Hữu Tâm Vũ Thị Thu                                             | Thái Lan Eaksit Padungsup Taddaw Pundech                                     | Campuchia Chandaren Or Dina Duong                                                          | Lào Khampasy Toulachack Ounkeo Lienkeo                                    | chi tiết |

Ghi chú: nội dung kỹ thuật còn gọi là nội dung chọi bi (shooting)